# Louis Dupré (Maler)

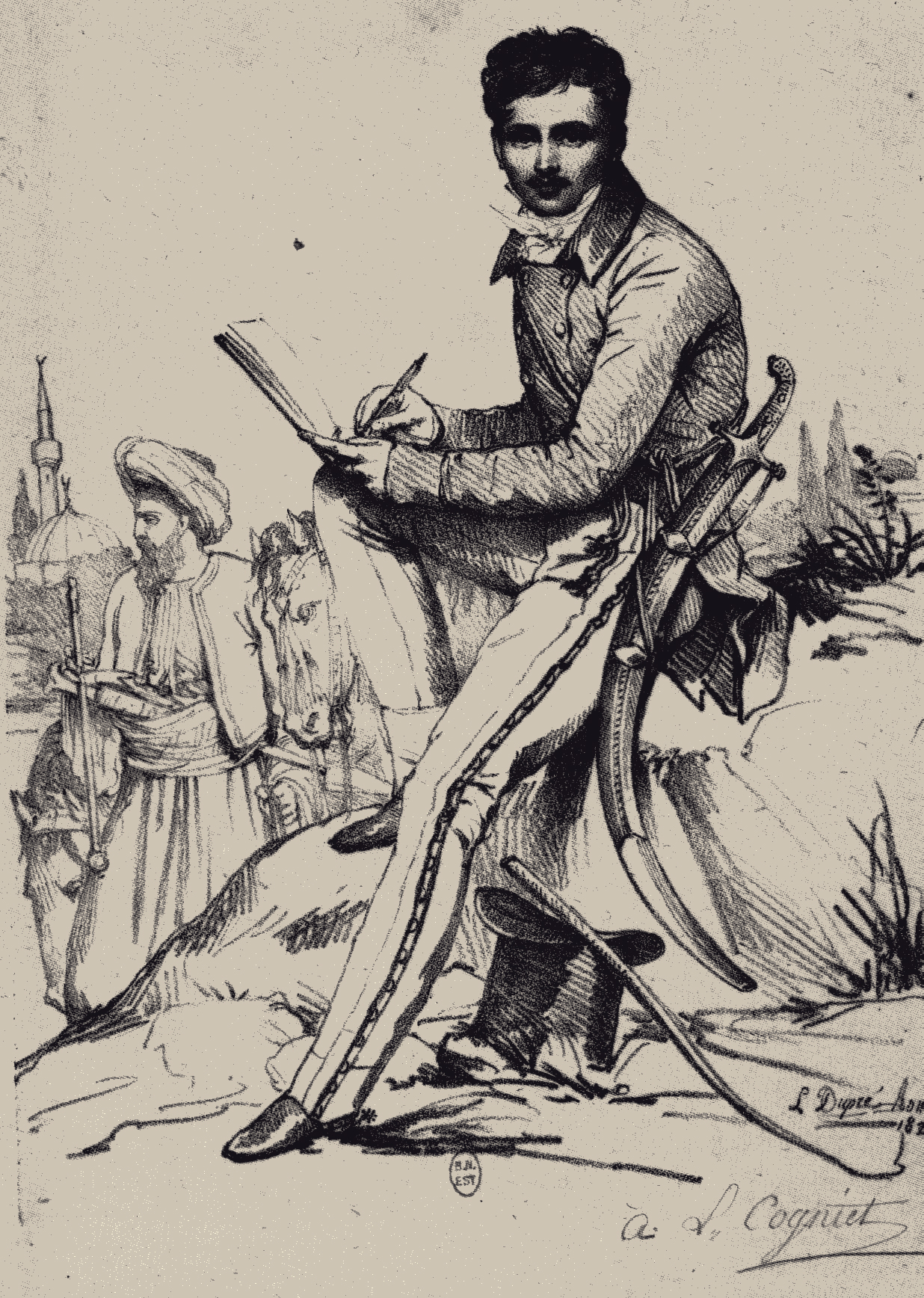
Selbstporträt von Louis Dupré

Louis Dupré (* 9. Januar 1789 in Versailles; † 12. Oktober 1837 in Paris) war ein französischer Historienmaler und Lithograf, Philhellene und Verehrer der Antike.

## Lehr- und Wanderjahre
Dupré war Schüler von Jacques-Louis David in Paris. Er fiel Joseph Fesch, dem Kardinal von Lyon und Onkel Napoleons auf, der ihn 1811 nach Kassel, der Residenz von Jérôme Bonaparte als König von Westphalen, schickte. Jérôme Bonaparte ernannte ihn zu seinem Hofmaler.
1813 begab er sich nach Rom und blieb dort zwei Jahre, bis er sich für zwei weitere Jahre nach Neapel zog. Anschließend blieb er bis 1819 wieder in Rom.
1817 nahm Dupré zum ersten Mal am Pariser Salon mit einem Porträt des Malers Dunouy teil. In Italien studierte und kopierte er antike Denkmäler und Vasenmalereien und übte sich in Porträt- und Landschaftsmalerei.

## Griechenland-Reise
Im Jahre 1819 besuchte er Griechenland als Begleiter von drei britischen Touristen, für die er als Gegenleistung dafür, dass sie die Kosten der Reise trugen, Bilder von Denkmälern und Plätzen des Landes malte. Sie bereisten Korfu, Epirus, Thessalien, Mittelgriechenland, die Umgebung von Attika und die Saronischen Inseln. Dupré reiste sodann allein weiter nach Istanbul und auf Einladung von Fürst Michael Soutsou nach Bukarest. Die Reise endete in Rom im April 1820.

## Künstlerische Erfolge
1824 nahm Dupré zum zweiten Mal am Pariser Salon teil, wo er eine Goldmedaille für das Werk "Camillus vertreibt die Gallier aus Rom" erhielt und mit seinen Bildern zu griechischen Themen Aufmerksamkeit erregte.
Seine Werke aus Griechenland wurden im Jahre 1825 in der großen illustrierten Reisechronik Voyage à Athènes et à Constantinople, ou collection de portraits, de vues et de costumes grecs et ottomans, peints sur les lieux d’après nature, lithographiés et coloriés par L.Dupré, élève de David veröffentlicht. Sie umfasste 40 kolorierte Lithografien und 11 Vignetten, hauptsächlich Porträts und Landschaften. 1837 nach seinem Tod erschien ferner das Album Grec mit zwölf Lithografien.

## Werke
- Louis Dupré: Voyage à Athènes et à Constantinople ou collection de portraits, de vues et de costumes Grecs et Ottomans peints sur les lieux, d’apres nature, lithographie et colorie par L.Dupre de David. Dondey-Dupré, Paris 1825 [Ausgabe 1839].

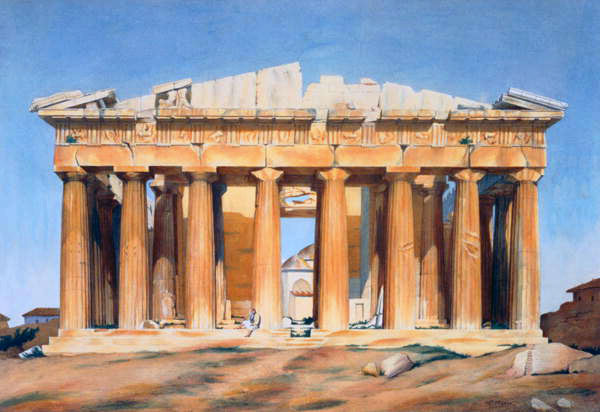
Parthenon
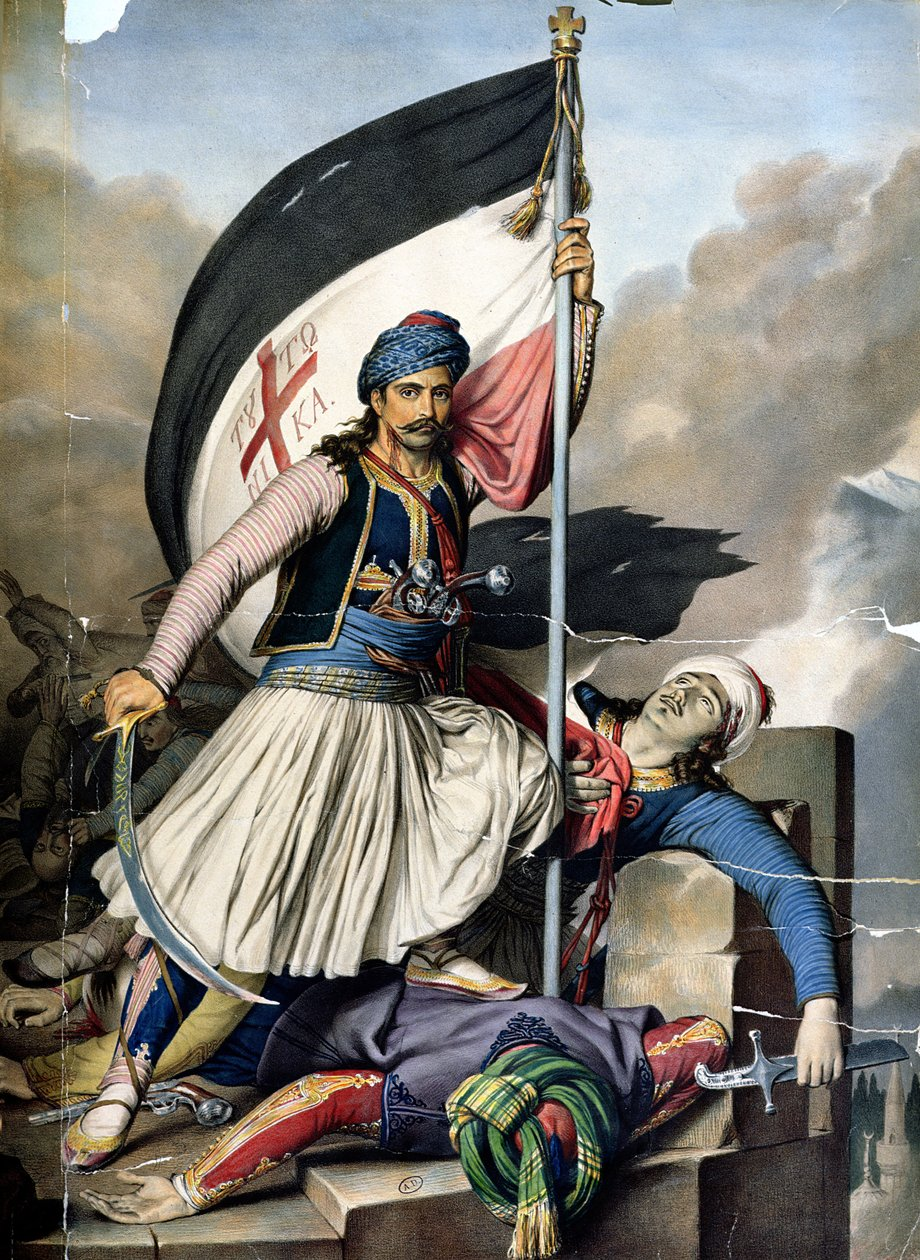
Der Aufstand von Salona (Amfissa)
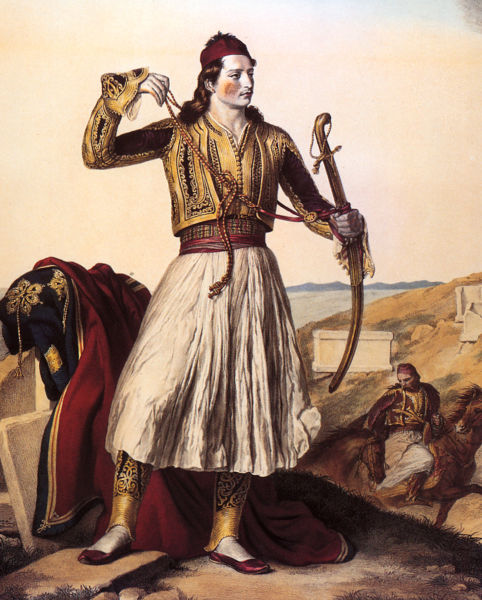
Demetrios Mavromichalis
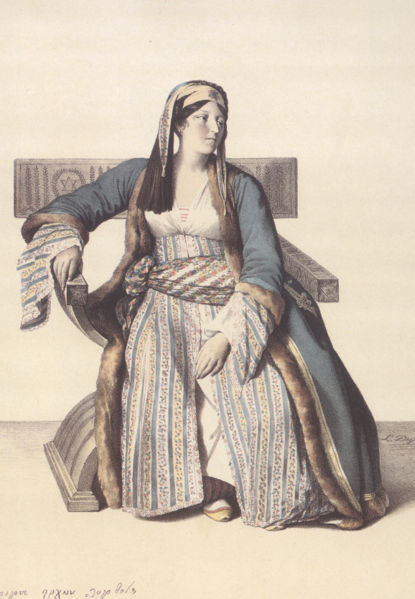
Mädchen von Livadia
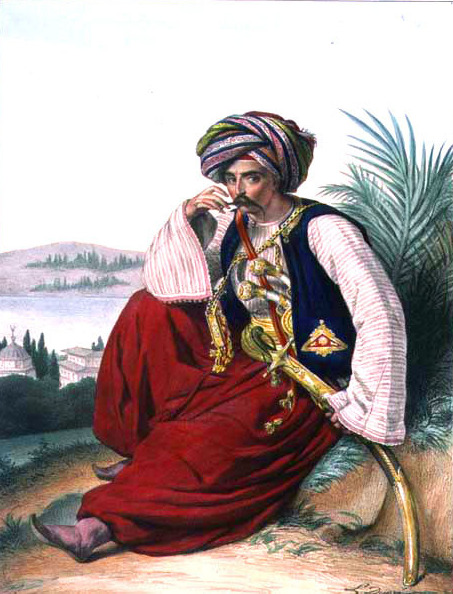
Mameluck
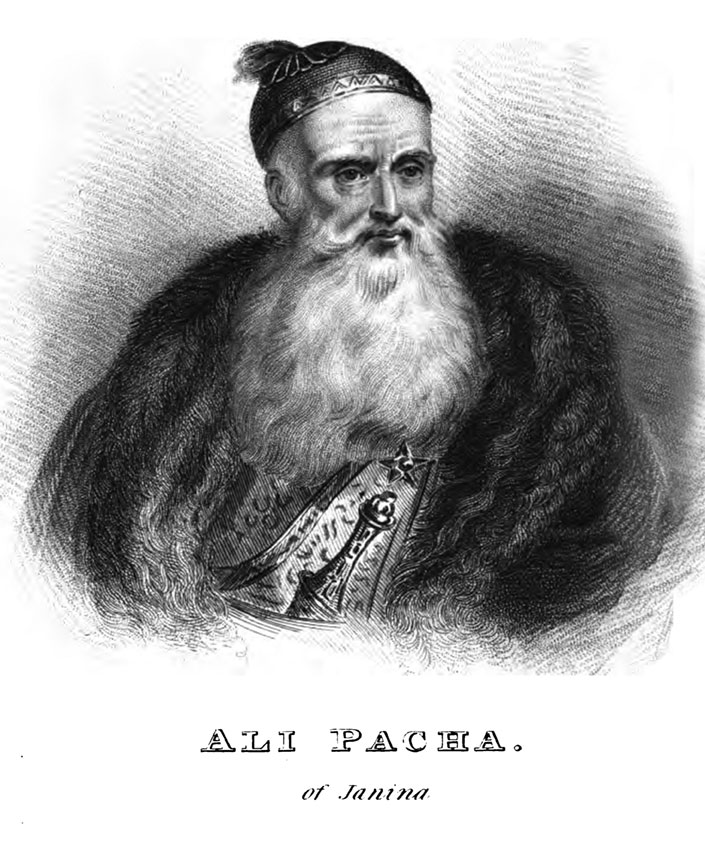
Porträt von Ali Pascha
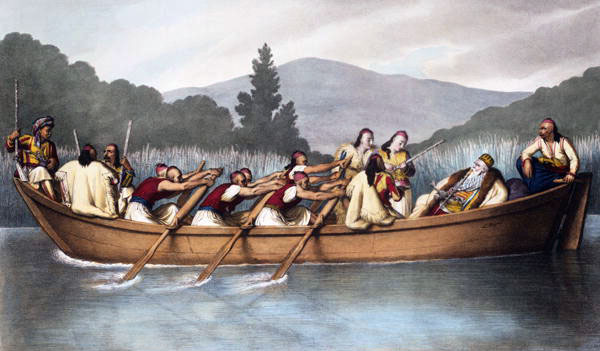
Ali Pascha auf der Jagd auf dem See von Butrinto
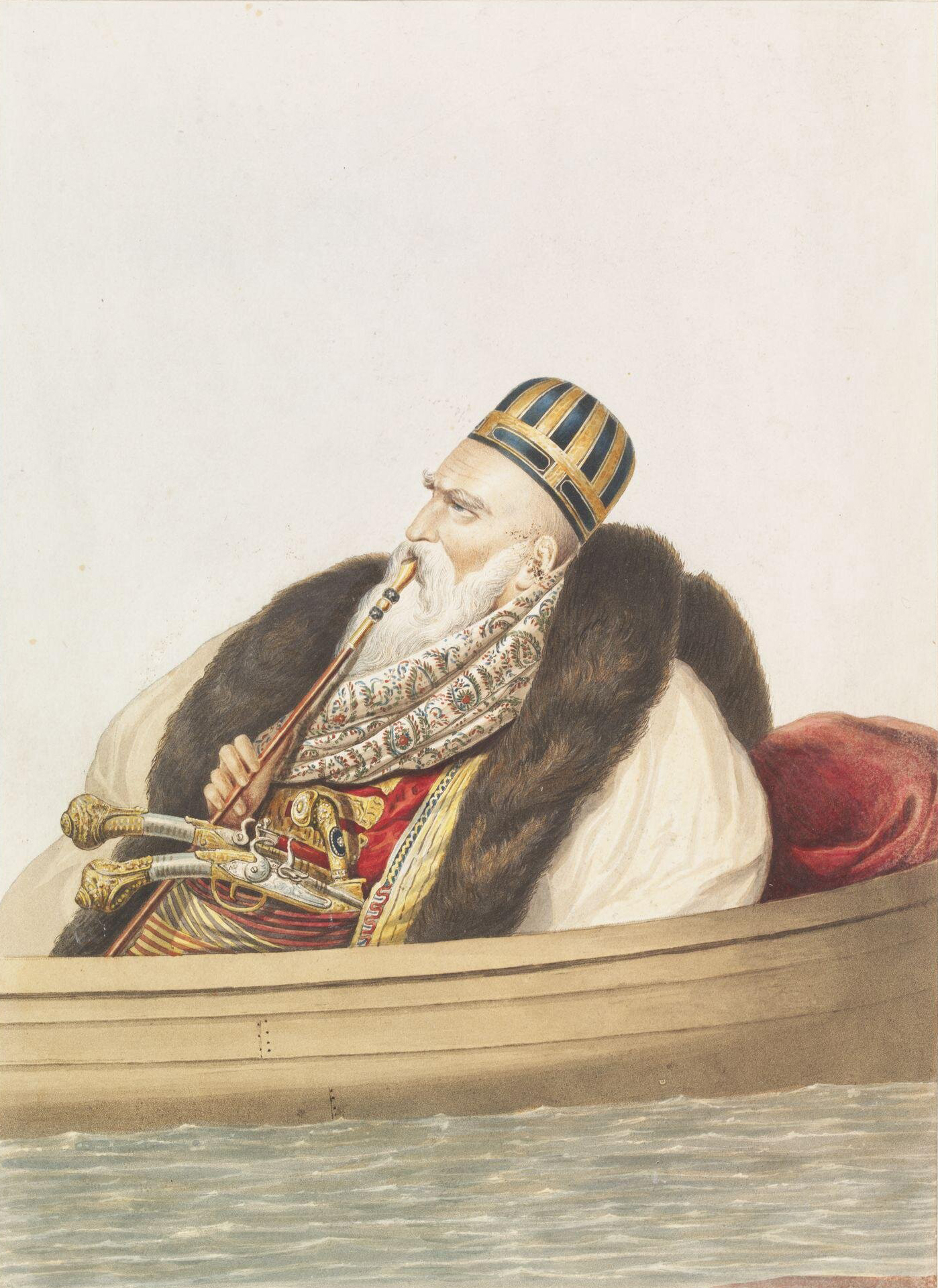
Ali Pascha auf dem See von Butrinto (Ausschnitt)
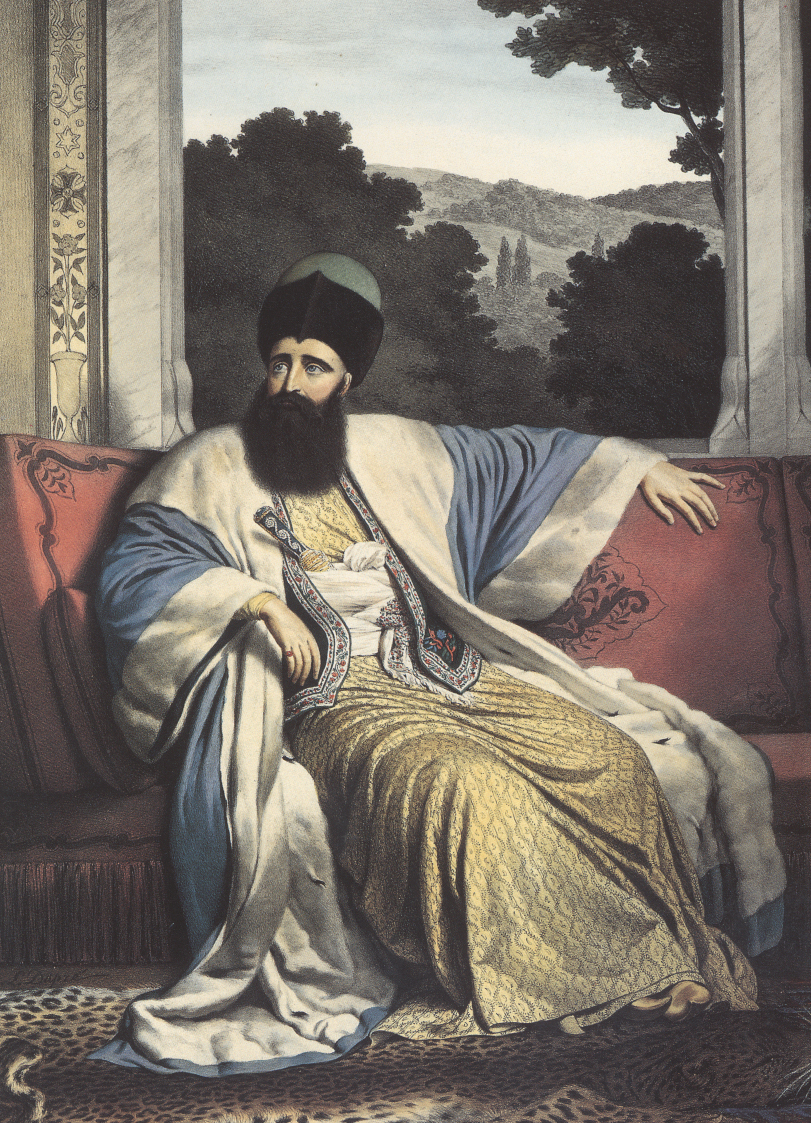
Michael Soutsos
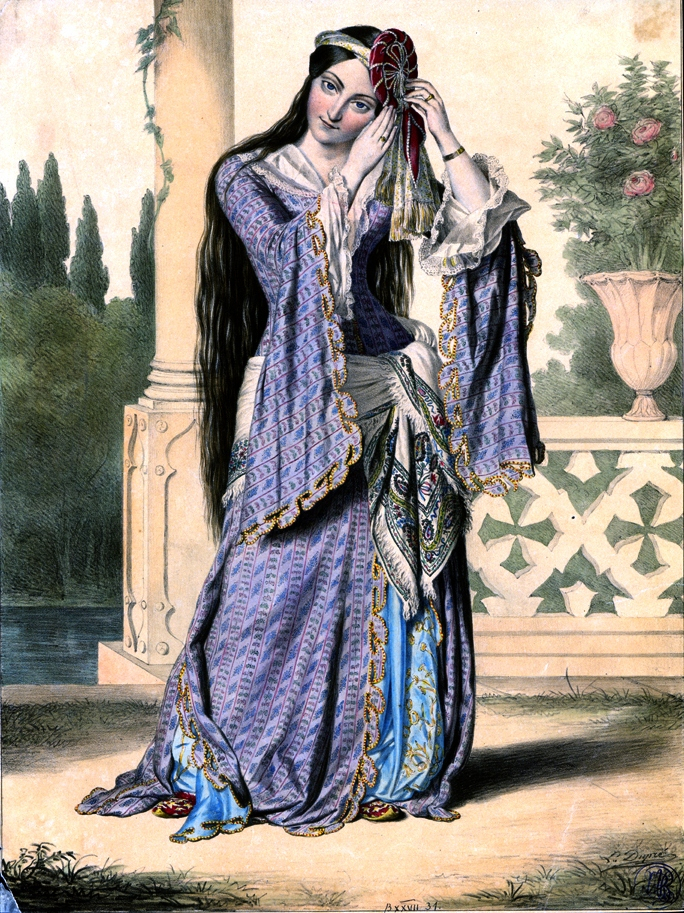
Fürstin Helene Soutsou
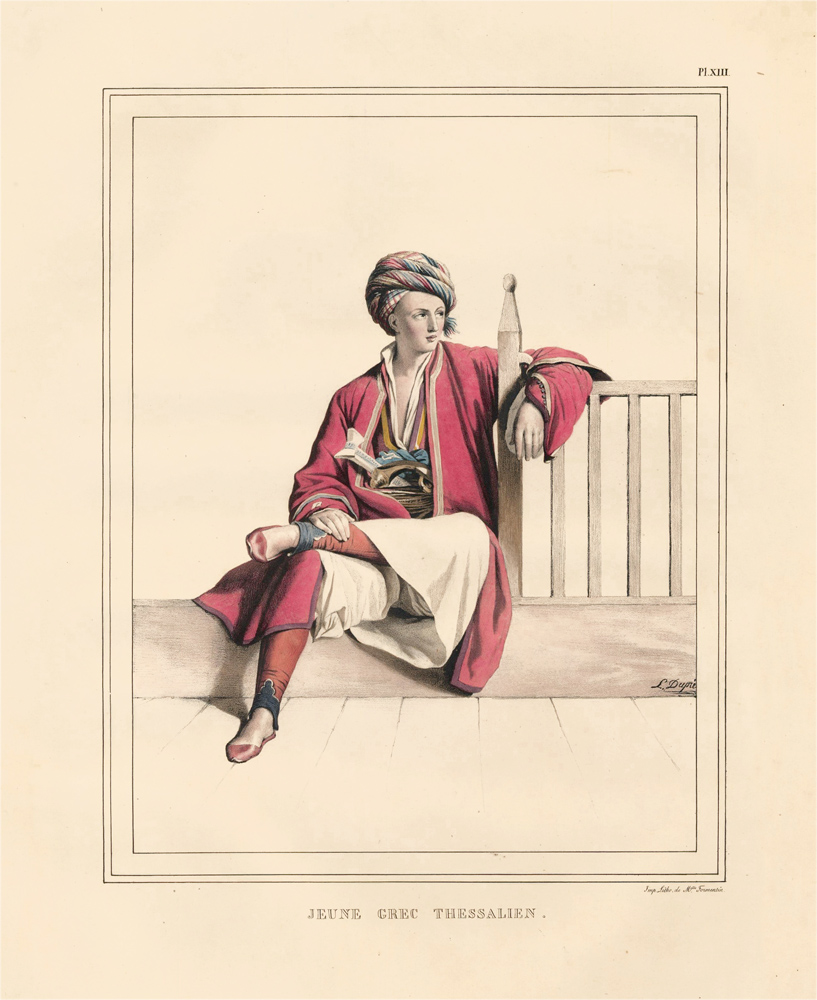
Junger Arvanite
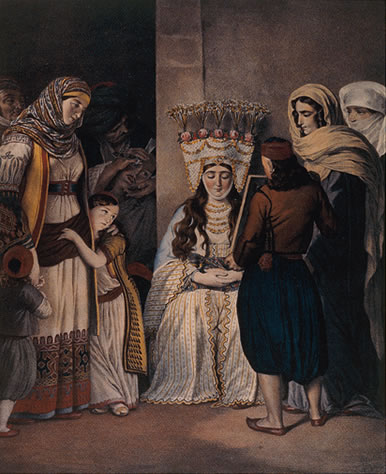
Hochzeit in Athen
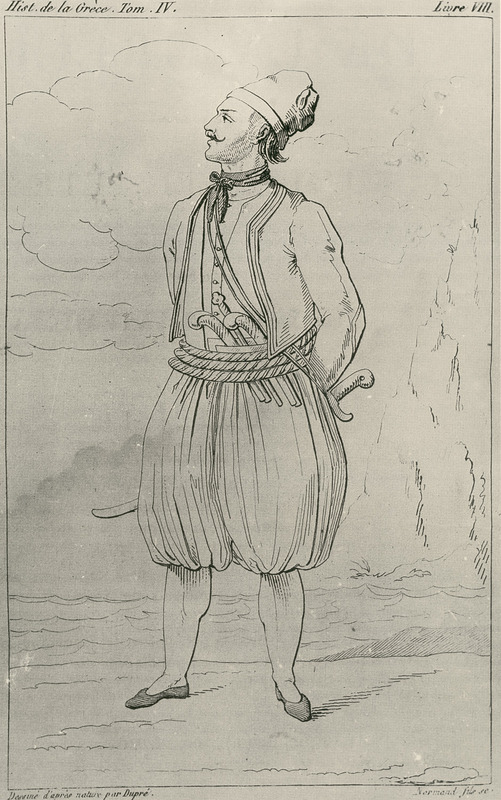
Konstantinos Kanaris
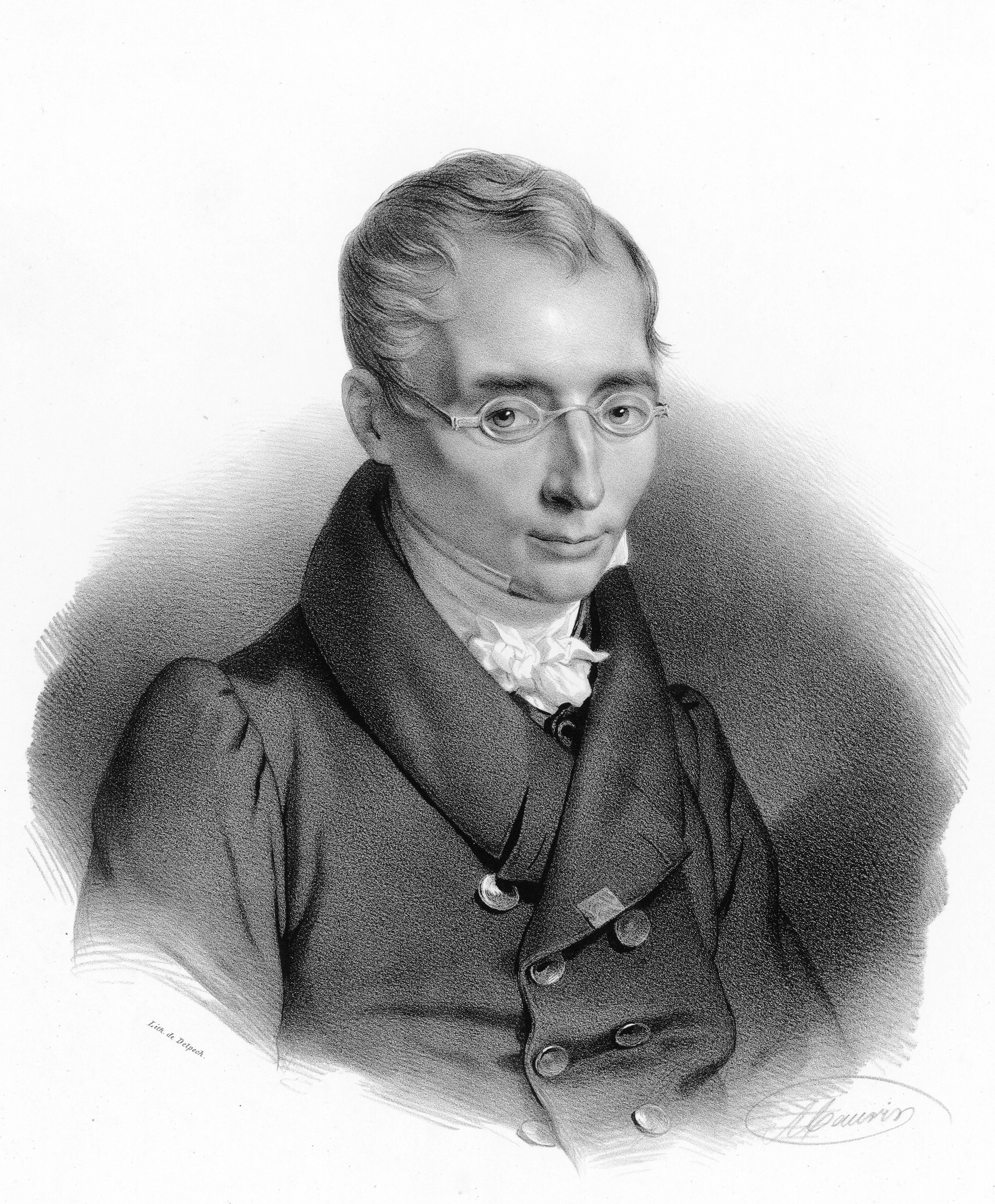
Porträt Ferdinand Herold
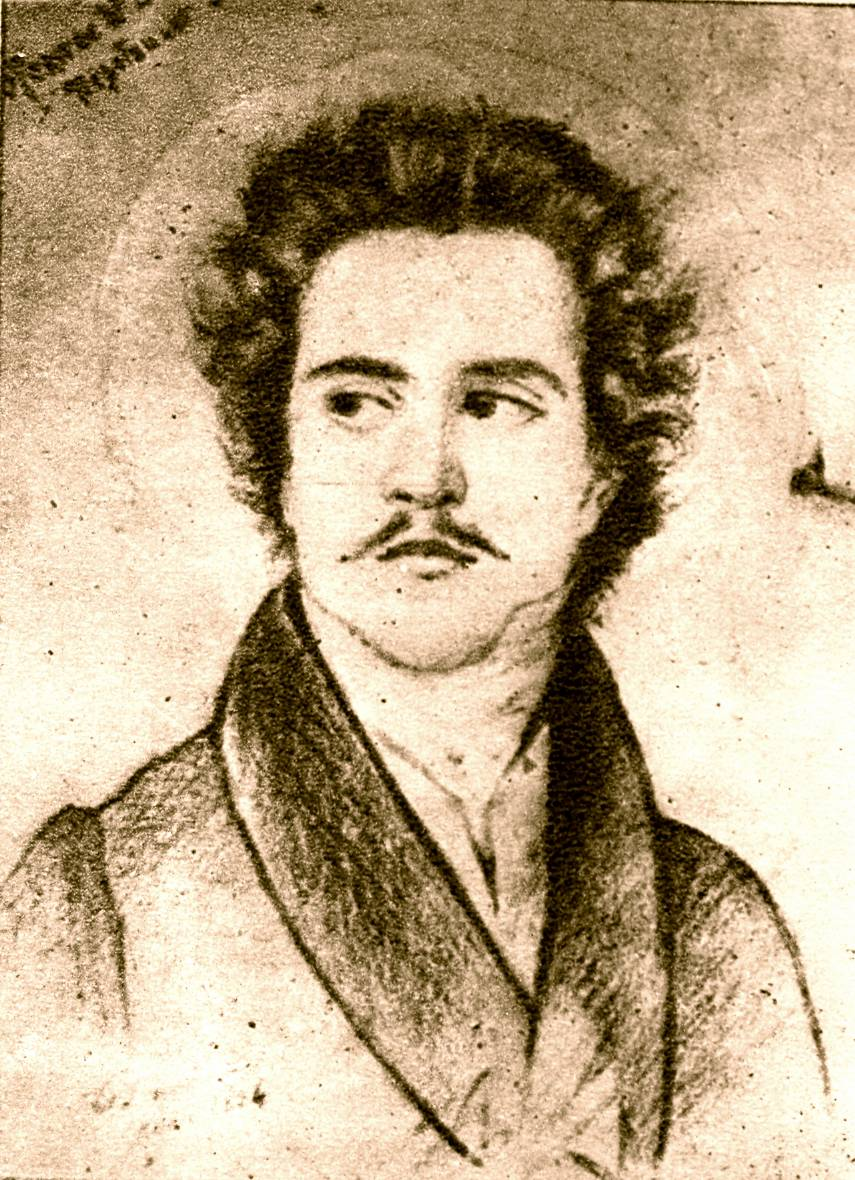
Porträt Costache Aristia